# María Ángeles Martín Díaz
María Ángeles Martín Díaz est une joueuse espagnole de volley-ball née le 9 mai 1988 à Carthagène. Elle mesure 1,78 m et joue au poste de réceptionneuse-attaquante.

## Clubs
| Club                                  | Pays    | De        | À         |
| ------------------------------------- | ------- | --------- | --------- |
| Club Algar Sur-Menor                  | Espagne | 2003-2004 | 2005-2006 |
| Vóley Murcia                          | Espagne | 2006-2007 | 2006-2007 |
| Icaro Volleyball Club                 | Espagne | 2007-2008 | 2007-2008 |
| Club Algar Sur-Menor                  | Espagne | 2008-2009 | 2009-2010 |
| Vóley Murcia                          | Espagne | 2010-2011 | 2010-2011 |
| Club Voleibol Haro                    | Espagne | 2011-2012 | 2011-2012 |
| Club Deportivo Iruña                  | Espagne | 2012-2013 | 2012-2013 |
| Conflans AJVB                         | France  | 2013-2014 | 2013-2014 |
| Amiens Longueau Métropole Volley-Ball | France  | 2014-2015 | 2015-2016 |

## Palmarès

### Clubs
- Championnat d'Espagne
  - Finaliste : 2008, 2012

- Coupe d'Espagne
  - Vainqueur : 2012